# Parque nacional Campos del Tuyú
El parque nacional Campos del Tuyú, en el partido de General Lavalle de la provincia de Buenos Aires en Argentina, es un parque nacional creado en 2009. Previamente había sido una reserva privada administrada por la Fundación Vida Silvestre Argentina, la rama local del Fondo Mundial para la Naturaleza.
El parque es pionero en conservar el ecosistema del pastizal pampeano, altamente agredido por el hombre debido a su aptitud para la producción agrícola. Su principal misión es la protección de una de las últimas poblaciones del ciervo de las pampas que sobreviven en Argentina. Otras especies faunísticas destacadas son: el carpincho o capibara, el ñandú y el gato montés sudamericano.

## Localización
La unidad de conservación se encuentra ubicada en el partido de General Lavalle, provincia de Buenos Aires, entre las coordenadas 36º 19’ – 36º 23’ S, y 57º 50’ – 57º 55’ y tiene una superficie de 3040 ha.
El límite norte de la unidad de conservación está dado por el Río de la Plata, mientras que su límite oeste corresponde a la Ría de Ajó. Hacia el este está limitada por el Arroyo las Tijeras, y por las Estancias La Linconia y Las Tijeras al sur.
La localidad más cercana al área protegida es General Lavalle, capital del partido del mismo nombre. Otra localidad cercana de importancia es San Clemente del Tuyú, distante unos 9 km del límite oriental del Parque.
No existen caminos consolidados que conecten al área protegida con vías de comunicación importantes. La entrada al área se encuentra ubicada a unos 6 km de la vía de comunicación más importante, que corresponde a la Ruta Provincial 11.
La Unidad de conservación Campos del Tuyu se encuentra ubicada dentro de la Bahía de Samborombón, en un paisaje costero con características muy particulares que lo diferencian del entorno regional y que ameritan un desarrollo y una descripción destacados.
Esta unidad de paisaje se extiende a lo largo de 150 km sobre la costa occidental del estuario del Río de la Plata, desde Punta Piedras (35° 27´S; 56° 45´O) hasta Punta Rasa (36° 22´S; 56° 35´O). Abarca en su extensión, una franja terrestre variable de 2 a 23 km de ancho y una porción de aguas someras hasta la isóbata de 3,5 m.
Una gran superficie de las áreas categorizadas como valiosas para la conservación de pastizales pertenece a la pampa deprimida 35%. Corresponden a sitios con baja a nula aptitud agrícola.

## Clima
El clima regional es templado húmedo, con precipitaciones de 1000 mm anuales, y una temperatura media anual de 15 °C, con máximas de 40 °C y mínimas de -4 °C. La temperatura media de verano es de 21 °C mientras que en invierno es de 9 °C. Los vientos predominantes son del este, con velocidades medias que oscilan entre 11 y 16 km/h.
En general se lo considera un clima oceánico, sin deficiencia de agua, con inviernos relativamente suaves, y con temperaturas medias altas en comparación al equivalente latitudinal en el hemisferio norte. Si bien las temperaturas medias mínimas de los meses más fríos no descienden por debajo de los 0 °C, suelen producirse heladas entre abril y octubre. En esta región las lluvias se producen durante todo el año, aunque son característicos dos períodos de lluvias, el primero y más importante se produce durante los primeros meses del año (marzo–abril), mientras que el segundo se produce entre octubre y noviembre. Los mínimos más importantes en las precipitaciones se producen uno a fines del invierno y otro en enero; este último coincide con las máximas temperaturas anuales y es el que más influye sobre el desarrollo de las comunidades vegetales. Las lluvias de otoño e invierno son las causantes, en años de abundantes precipitaciones, de inundaciones en la región.

## Flora

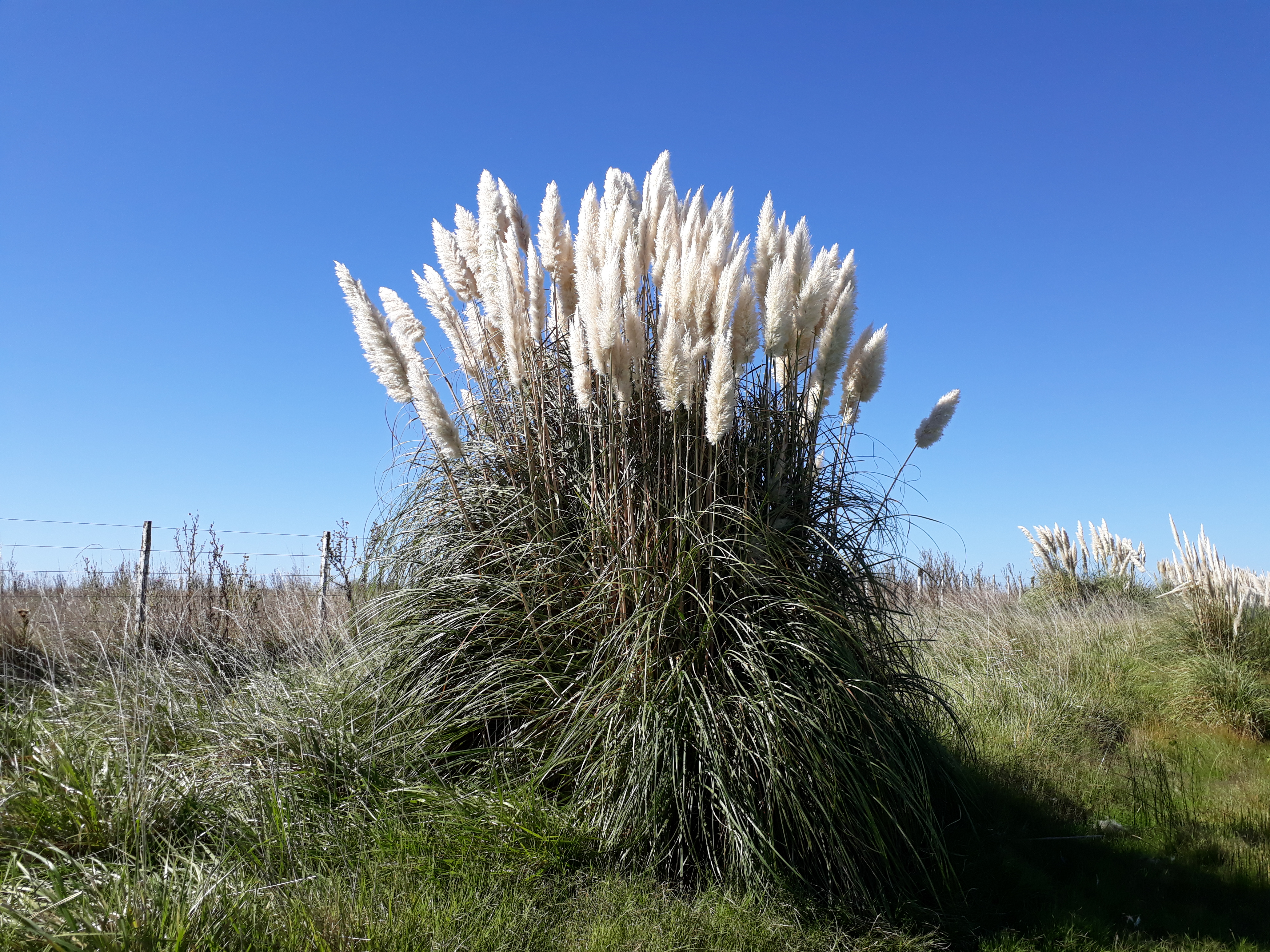
Cortadera

En este parque se encuentra el bioma de estepa, específicamente halófitas que reúne una heterogeneidad amplia de comunidades. Dominan las especies de los géneros Spartina y Sarcocornia. Son también muy frecuentes las especies como Sporobolus pyramidatus, Hordeum stenostachys, Puccinelia glaucescens, Pappophorum mucronulatum, Spergula, Lepidium,Acicarpha procumbens, Heliotropium curassavicum y Limonium brasiliense. 
En las lomadas con suelos de textura más gruesa se encuentra la pradera de mesófitas, donde se caracterizan las gramínias como: Stipa trichotoma, briza subaristata, Stipa neesiana, Bothriochloa laguroides y Paspalum quadrifarium. 
Los espartillares de Spartina desinflora cubren casi el 50% del área en conservación. Estos crecen en suelos muy arsillosos e inundables y suelen alcanzar alturas de hasta 1 metro. Se pueden encontrar espartillares prácticamente puros  asociados con otras graminias como Elymus scabrifolium, Cortaderia selloana, Distichlis spicata, Apium sellowianum, Malvella leprosa, Sarcocornia ambigua. Se pueden encontrar parches de cortadera (Cortaderia selloana), junco (Juncus acutus) y Sarcocornia (Sarcocornia ambigua). Los parches de cortadera forman cortaderales que son formaciones de manchones compactos de hasta un metro o más. 
En general existe una reducida estratificación. Pero en las tierras más altas suele presentarse un bosque xeromórfico denominado “talar”, configurando formaciones boscosas discontinuas de poca extensión,  con especies como el tala (Celtis Tala) y el coronillo ( Scutia buxifolia), se puede encontrar un estrato arbustivo con especies como la sombra de todo (Jodina rhmbifolia), y el duraznillo negro (Cestrum parquiy). Por último el estrato herbáceo con especies de cebadilla criolla (Bromus catharticus), rey grass (Lolium), pasto miel (Paspalum dilatatum), trébol de olor (Melilotus albus) y trébol (Trifolium). 
En las zonas donde se forman lagunas en forma periódica o permanente aparecen espadañales (Zizaniopsis bonariensis), juncales (Schoenoplectus californicus) y totorales (Typha latifolia), a veces como formaciones puras o asociadas a otras comunidades.

## Fauna

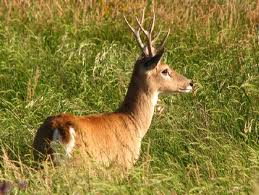
Venado de las pampas

Las características de la fauna responden a la convergencia de los elementos del dominio pampásico, la influencia del mar argentino, el estuario del Río de la Plata y de los numerosos ríos y arroyos que atraviesan la unidad de conservación, así como también lagunas y bañados. 
Entre las aves se pueden encontrar las típicas de pastizal como el ñandú, y los inambúes (perdices). Las típicas del bosque xerófilo como zorzales, calandrías y monjitas. Aves acuáticas,  tanto residentes como migratorias, como patos, garzas, gallaretas, flamencos, cisnes, becasinas, rayadores, gaviotines, gaviotas y playeros. 
Entre los reptiles, merece especial atención por su interés toxicológico la yarará grande o de la cruz, distintas especies de culebras, lagartos como el lagarto overo y distintas tortugas. 
Se pueden encontrar también especies de anfibios como el sapo común, el sapo de las cuevas y la rana criolla. 
Dentro de la fauna íctica se pueden registrar especies en la costa y en los arroyos como el pejerrey, lisas y bagres. Resulta relevante desde el punto de vista comercial la corvina rubia. 
Entre los mamíferos se pueden encontrar comadrejas, zorrinos, el zorro gris pampeano, el gato montés sudamericano, la mulita, el coipo y de especial importancia el venado de las pampas. Además, se pueden encontrar en la región mamíferos marinos como el lobo marino. 
Debe mencionarse la presencia de animales exóticos en la región, los cuales inciden de diferente manera en la vegetación y la fauna nativa, pudiendo citar como ejemplo, los chanchos cimarrones, perros asilvestrados, gatos domésticos asilvestrados, liebres y ciervos introducidos con fines cinegéticos (Axis axis).

## Historia previa
En 1979 la Fundación Vida Silvestre Argentina (FVSA) logró la cesión gratuita por 10 años de un potrero de la estancia La Linconia, mediante con convenio con la familia Quiroga Leloir -propietaria del campo- a fin de llevar adelante sus planes de conservación de una de las últimas poblaciones del venado de las pampas. Fue creada así la reserva de vida silvestre Campos del Tuyú.
En 1985 la FVSA adquirió 2000 ha del campo con fondos de una campaña de donaciones y en 1989 las restantes 1030 ha, con fondos de la New York Zoological Society (luego llamada Wildlife Conservation Society). En 2004 fue confeccionado el primer Plan de Manejo de la Reserva de Vida Silvestre Campos del Tuyú.
El 17 de enero de 1997 el área de la bahía de Samborombón -incluyendo a la reserva de vida silvestre Campos del Tuyú- fue declarada sitio n.º 885 bajo el Convenio de Ramsar.

## Creación y legislación
El 1 de noviembre de 2006 fue firmada una carta acuerdo entre la Administración de Parques Nacionales y la Fundación Vida Silvestre Argentina para transferir el dominio de los terrenos destinados a parque nacional. El 9 de mayo de 2007 fue sancionada la ley n.º 13681 de la provincia de Buenos Aires que cedió al Estado Nacional la jurisdicción sobre los predios del futuro parque nacional (promulgada por decreto n.º 984/2007 de 7 de junio de 2007).

ARTÍCULO 1°: Transfiérese al Estado Nacional, la jurisdicción sobre un predio de 3.040 hectáreas y fracción cuyos límites se describen en el Anexo I que forma parte de la presente, ubicado en el Partido de General Lavalle con cargo de incorporar el área descripta al sistema de la Ley 22.351 de Parques Nacionales, Monumentos Naturales y Reservas Nacionales, bajo el nombre genérico de Parque Nacional "Campos del Tuyú".

Mediante la ley nacional n.º 26499 sancionada el 13 de mayo de 2009 y promulgada de hecho el 4 de junio de 2009 fue aprobada la carta acuerdo y aceptada la transferencia de jurisdicción sobre un inmueble de 3040 ha 89 a 88 ca.

ARTÍCULO 1º — Apruébase la Carta Acuerdo suscripta entre la Administración de Parques Nacionales y la Fundación Vida Silvestre Argentina con fecha 1º de noviembre de 2006, cuyo texto forma parte de la presente como Anexo I.
 ARTÍCULO 2º — Acéptase la cesión de jurisdicción efectuada por la provincia de Buenos Aires al Estado nacional mediante el artículo 1º de la ley provincial 13.681, promulgada por decreto 984, de fecha 7 de junio de 2007 (B.O. N.º 25.675, de fecha 13 de junio de 2007) sobre un inmueble inscripto en el Registro de la Propiedad Inmueble de la provincia de Buenos Aires con el N.º 1.347.816/7 e identificado como Parcela 33-d (42-3-85) y Parcela 33-f (42-3-88), totalizando una superficie de tres mil cuarenta hectáreas, ochenta y nueve áreas, ochenta y ocho centiáreas (3.040 ha. 89 a. 88ca.), ubicada en el Partido, de General Lavalle, cuyo dominio pertenece al Estado Nacional - Administración de Parques Nacionales, de acuerdo al Testimonio de Folio 490 de la Escribanía General del Gobierno de la Nación.
 ARTÍCULO 3º — La superficie del inmueble cuya cesión de jurisdicción se acepta y que podrá ser objeto de modificaciones como consecuencia de las operaciones técnicas de deslinde y mensura a efectuarse sobre el terreno, tiene los siguientes límites: Norte, el Río de la Plata; Sur, los establecimientos denominados "La Linconia" y "Las Tijeras"; Oeste, la Ría de Ajó; y Este, el Arroyo Las Tijeras.
 ARTÍCULO 5º — Habiéndose cumplido los extremos exigidos por los artículos 1º, 3º y concordantes de la Ley N.º 22.351, créase el Parque Nacional "Campos del Tuyú".

En mayo de 2008 fue aprobado el Plan de Manejo del Parque Nacional Campos del Tuyú.

## Administración
Por resolución n.º 126/2011 de la Administración de Parques Nacionales de 19 de mayo de 2011 se dispuso que parque nacional encuadrara para los fines administrativos en la categoría áreas protegidas de complejidad III, por lo cual tiene a su frente un intendente designado, del que dependen 4 departamentos (Administración; Obras y Mantenimiento; Guardaparques Nacionales; Conservación y Uso Público) y la división de Despacho y Mesa de Entradas, Salidas, y Notificaciones. La intendencia tiene su sede en la localidad de General Lavalle.